# 2便士硬幣
2便士硬幣（英語：two pence）是英鎊硬幣的一種，於1971年2月15日十進制日開始發行。正面有英國女王伊麗莎白二世的肖像，於2015年設計。2便士硬幣最初是用青銅鑄造的，但是自1992年以來，由於金屬價格上漲，2便士硬幣已改用鍍銅鋼鑄造。

## 外部連結
- Royal Mint – 2p coin（页面存档备份，存于）
- Coins from United Kingdom: Two Pence | Online Coin Club（页面存档备份，存于）